# Грин, Фредерик (футболист)
Фре́дерик То́мас Грин (англ. Frederick Thomas Green; 21 июня 1851 — 6 июля 1928) — английский футболист, хавбек. Выступал за футбольные клубы «Оксфорд Юниверсити», «Уондерерс» и «Олд Уайкхэмистс», а также за футбольную сборную Англии. Трёхкратный обладатель Кубка Англии.

## Клубная карьера
Уроженец Рексема (Уэльс), Грин окончил Винчестерский колледж, где играл в футбол и крикет, а затем — Новый колледж (Оксфордский университет). Выступал за футбольную команду университета — «Оксфорд Юниверсити». В Кубке Англии сезона 1873/74 помог команде вновь дойти до финала, в котором она одержала победу над «Ройал Энджинирс» со счётом 2:0.
В составе клуба «Уондерерс» в Кубке Англии сезона 1876/77 вышел в финал, где его команда обыграла «Оксфорд Юниверсити» со счётом 2:1.
В Кубке Англии сезона 1877/78 «Уондерерс» вновь вышел в финал, где обыграл клуб «Ройал Энджинирс» со счётом 3:1.
Также выступал за «Олд Уайкхэмистс» (команду выпускников Винчестерского колледжа).
Чарльз Олкок описал Грина как «надёжного хавбека, с уверенным ударом и никогда не проявляющим нерешительности».

## Карьера в сборной
4 марта 1876 года Грин провёл свою первую и единственную игру за национальную сборную Англии, выйдя на поле в товарищеском матче против сборной Шотландии на позиции защитника. Матч завершился победой шотландцев со счётом 3:0.

## Достижения
«Оксфорд Юниверсити»
- Обладатель Кубка Англии: 1874

«Уондерерс»
- Обладатель Кубка Англии (2): 1877, 1878

## Вне футбола
Работал барристером во Внутреннем темпле с 1877 по 1880 год. Затем стал школьным инспектором.
Женился в августе 1898 года в возрасте 47 лет на Флоренс Хелен Уилсон. У пары родилось трое детей.
Умер в Черч-Стреттоне (Шропшир) в июле 1928 года в возрасте  77 лет.